# Verraux
Der Verraux ist ein Fluss in Frankreich, der im Département Creuse in der Region Nouvelle-Aquitaine verläuft. Er entspringt am westlichen Ortsrand von Cressat, entwässert generell in nördlicher Richtung und mündet nach rund 31 Kilometern im Gemeindegebiet von Clugnat als linker Nebenfluss in die Petite Creuse.

## Orte am Fluss
(Reihenfolge in Fließrichtung)
- Cressat
- Ponty, Gemeinde Saint-Dizier-la-Tour
- Parsac-Rimondeix
- Servières, Gemeinde Domeyrot
- Clugnat